# 梅利芬特修道院
梅利芬特修道院（英语：Mellifont Abbey，字面意思是“大修道院”）是爱尔兰劳斯郡德罗赫达的一座熙笃会修道院。它由阿尔马大主教圣马拉齐下令建造于1142年，是熙笃会在爱尔兰建造的第一座修道院。它在1539年遭解散，之后成为私人庄园。1603年，梅利芬特条约在此签署，1690年博因河战役中，奥兰治亲王威廉三世驻扎于此。